# Sverre Andreas Jakobsson
Sverre Andreas Jakobsson (* 8. Februar 1977 in Oslo, Norwegen) ist ein isländischer Handballspieler der beim isländischen Verein KA Akureyri spielt.
Für die isländische Nationalmannschaft hat er bisher 180 Länderspiele bestritten und dabei 27 Tore geworfen. Bei der Handball-WM 2007 absolvierte er zehn Spiele, in denen er zwei Tore erzielte und belegte in der „Sünderstatistik“ hinter Oliver Roggisch und Alexei Rastworzew, mit 22 Strafminuten Platz drei. In Großwallstadt wird er im Wesentlichen nur in der Abwehr im Mittelblock eingesetzt. Wenn er denn mit in den Angriff geht, dann als Kreisläufer. Jakobsson hat einen Magister der internationalen Wirtschaftswissenschaften. Bei 1,95 m Körperlänge bringt er 105 kg Körpergewicht auf die Waage. Er trägt den Spitznamen „Swidty“. Im Sommer 2012 nahm er an den Olympischen Spielen in London teil.

## Erfolge
- Isländischer Meister mit FRAM
- 8. Platz bei der Weltmeisterschaft 2007
- Olympisches Silber 2008